# Menemerus kochi
Menemerus kochi är en spindelart som beskrevs av Bryant 1942. Menemerus kochi ingår i släktet Menemerus och familjen hoppspindlar. Inga underarter finns listade i Catalogue of Life.